# Coldspring (Texas)
Coldspring è una città degli Stati Uniti d'America, situata nello Stato del Texas, nella Contea di San Jacinto, della quale è anche il capoluogo.